# Giuseppe Cenzato
Giuseppe Cenzato (Lonigo, 20 marzo 1882 – Napoli, 2 agosto 1969) è stato un imprenditore e meridionalista italiano, studioso dei problemi economici del Mezzogiorno.

## Biografia
Figlio di Luigi e Teresa Gaspari, si forma con gli insegnamenti di Giuseppe Colombo e Giuseppe Belluzzo e consegue la laurea in Ingegneria industriale ed elettromeccanica nel 1904 presso il Politecnico di Milano.
Proprio grazie all'interessamento del suo maestro Giuseppe Belluzzo, fu assunto dalla ditta Gadda & C., per conto della quale soggiornò nel 1905 a Baden, dove si specializzò nell'installazione di turbine, dinamo e trasformatori.  L'anno seguente, nel 1906, fu inviato a Napoli, per curare l'impianto di una turbina a vapore su brevetto del Belluzzo. A Napoli Cenzato ebbe modo di prendere un primo contatto con la fervente realtà industriale del capoluogo campano e di conoscere Maurizio Capuano, regolatore della vita economica partenopea. Cenzato diviene ben presto un punto di riferimento fra gli imprenditori dell'area e proprio dall'incontro con Capuano scaturirà poi l'accordo che porterà il nostro ad assumere la direzione tecnica della Società napoletana per Imprese Elettriche e successivamente la guida amministrativa della stessa . Nel 1919 Capuano lo vuole alla direzione della SME, di cui Cenzato raccoglierà l'eredità positiva degli anni precedenti, divenendone direttore generale nel 1925 e amministratore delegato nel 1937. Un aiuto alla sua carriera fu di sicuro la buona dimestichezza ottenuta negli ambienti della Confindustria e il proficuo legame professionale intrattenuto con Alberto Beneduce, primo presidente dell'IRI. Proprio in questi anni collaborò con l'IRI per la riorganizzazione della Società piemontese idroelettrica. Fu Cavaliere del lavoro nel 1939, vicepresidente della SVIMEZ e consulente del Piano Marshall.
Morì a Napoli il 2 agosto 1969.

## Biblioteca personale

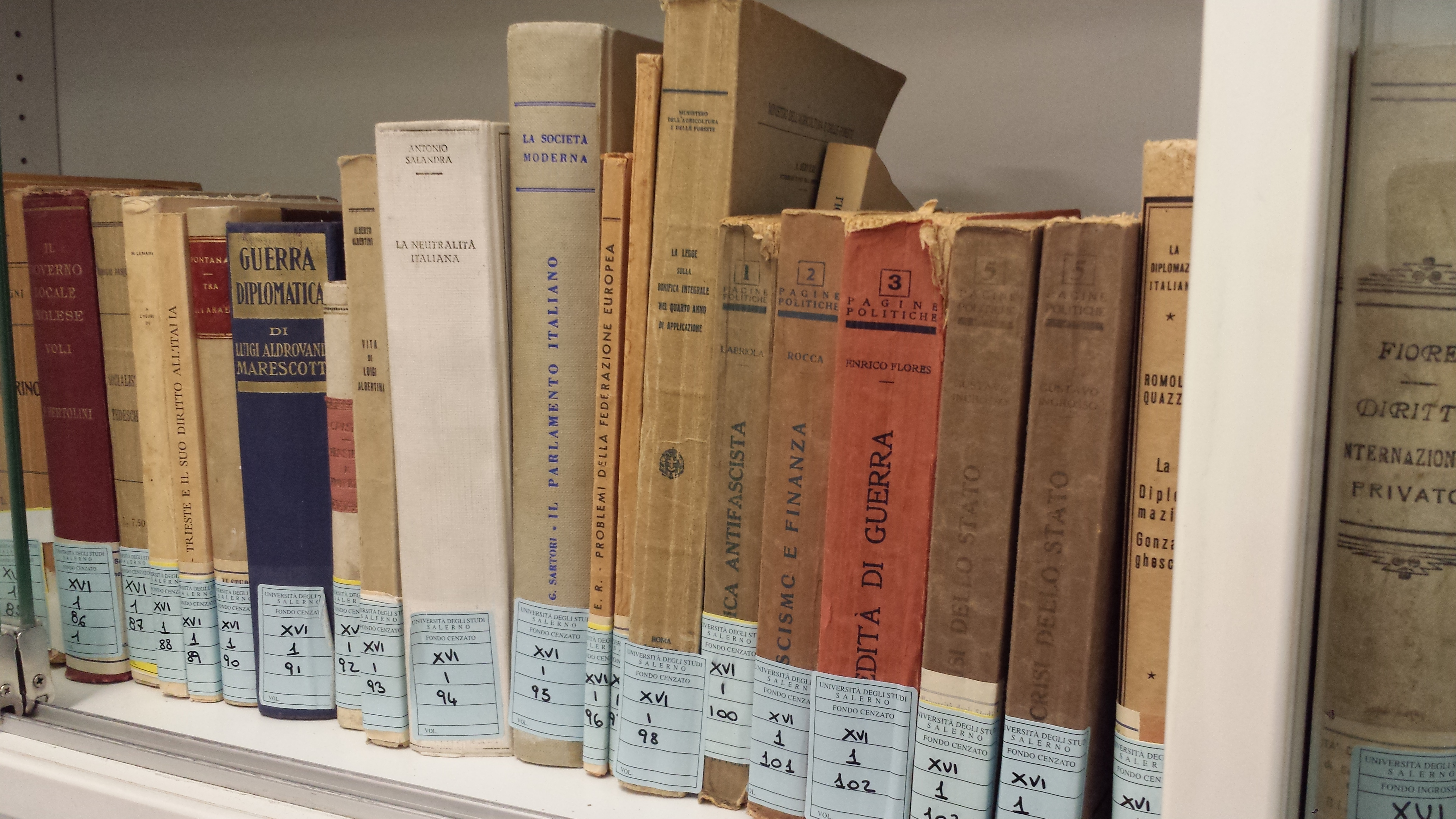
Fondo Cenzato - particolare

Un estratto della sua biblioteca personale è conservata presso la Biblioteca E.R. Caianiello dell'Università degli Studi di Salerno. 
La raccolta comprende circa 130 volumi, tra cui alcuni quaderni dello SVIMEZ, di cui fu tra i fondatori e denota il profondo interesse di Cenzato per la storia economica e industriale del Mezzogiorno.
I volumi sono corredati dall'ex-libris del possessore e dalle dediche manoscritte dei donatori.

## Opere
- Giuseppe Cenzato, La disponibilita di energia elettrica nel Mezzogiorno d'Italia e lo sviluppo industriale, Napoli, Giannini, 1930.
- Giuseppe Cenzato, L'industrializzazione del Mezzogiorno, Napoli, Tip. L'arte Tipografica, 1954.
- Giuseppe Cenzato, Situazione e prospettive per l'industrializzazione del Mezzogiorno, Napoli, Tip. L'arte Tipografica, 1955.
- Giuseppe Cenzato, Il problema industriale nel Mezzogiorno, Milano, Stampa Strada, 1946.

## Archivio
La documentazione prodotta da Giuseppe Cenzato nel corso della propria carriera imprenditoriale è conservata a Napoli presso ENEL. Archivio storico     , nel fondo    Ente nazionale per l'energia elettrica - ENEL. Ex Compartimento di Napoli. Archivio storico Giuseppe Cenzato (estremi cronologici: 1899-1975).